# 森田拳次
森田 拳次（もりた けんじ、1939年5月11日 - 2024年12月23日）は、日本の漫画家。男性。東京都出身。日本漫画家協会に加盟。

## 経歴
少年時代を満洲国（現在の中華人民共和国東北部）で過ごし、敗戦を奉天（現・遼寧省瀋陽市）で迎える。東京都立王子工業高等学校卒業。
岡友彦に師事し、高校在校中の17歳で漫画家として『拳銃都市』でデビュー後、『丸出だめ夫』『ロボタン』などの児童向けギャグ漫画で人気を博す。31歳のころ、星新一による欧米のカートゥーン（一コマ漫画）の選集『進化した猿たち』に感化され、1970年ニューヨーク在住の実弟を頼って渡米し、雑誌『ルック』などに持ち込み活動を行うかたわら、アメリカのサム・グロスらと交友を深める。
1971年5月ごろ、当時森田が所持していたビザでは勤務による給与所得が許されず、漫画での報酬を含めた自己資本による事業しか自活の方法がなかったとため現地での生活のため、元アシスタントらを日本から呼び寄せ、書店を自営するが、7日で倒産。まもなく帰国する。
少年漫画、大人向け一コマ漫画を執筆するかたわら、1987年、FECO（Federation of European Cartoonists Organizations、ヨーロッパ漫画家連盟）の会員・山井教雄の誘いを受け「FECO NIPPON（フェコ・ニッポン）」を結成、同団体は後に「JAPUNCH」となる。戦時体験を作品でつづる「『私の八月十五日』の会」をちばてつや、さいとうたかをらと結成し、代表幹事となる。
2024年12月23日午前、老衰のため横浜市で死去。85歳没。

### 受賞歴
- 1964年 第5回講談社児童まんが賞（『丸出だめ夫』）
- 1982年 ベルギー・クノック＝ヘイスト国際漫画祭（英語版）Cartoon book of the year[2][注 2]（『1コマ1/2 ザ・ファミリー・オブ・マンガ』[12]）
- 1982年 第11回日本漫画家協会賞優秀賞（『1コマ1/2 ザ・ファミリー・オブ・マンガ』）
- 2005年 第34回日本漫画家協会賞大賞（『私の八月十五日』）
- 2014年 第43回日本漫画家協会賞文部科学大臣賞（展覧会『私の八月十五日』など）
- 読売国際漫画大賞

金賞1回、優秀賞10回
上記のほか、諸外国で10回程度の受賞歴があるという。
JAPUNCHの一員として
- 2001年 第5回文化庁メディア芸術祭マンガ部門優秀賞（『ビバ、シェフ!』）[13]

中国引き揚げ漫画家の会の一員として
- 2002年 第6回文化庁メディア芸術祭マンガ部門特別賞（『少年たちの記憶』）

### アシスタント
- ジョージ秋山
- 芝しってる
- 清つねお
- 川手浩次

## 作品リスト
共著作品を除く。

### 児童・少年・少女漫画
- ポパイ（少年画報 1961年 - 1965年)
- おんぼろ記者ポッポ（少年キング 1963年）
- ギャングレディ（りぼん大増刊 1964年お正月大増刊号）[14]
- 丸出だめ夫（週刊少年マガジン 1964年 - 1967年）
- 奇僧天外（少年ブック 1965年 - 1966年）
- ミスタージャイアンツ（少年 1965年 - 1967年） - 相沢光朗[注 3]デザインの読売ジャイアンツのマスコットキャラクターを漫画化した作品。
- ズーズーC（冒険王 1965年 - 1968年）
- 珍豪ムチャ兵衛（週刊少年マガジン 1966年 - 1968年）
- ロボタン（少年画報 1966年9月号 - 1968年9月号）[6]
- トリオトリオ（まんが王 1967年 - 1968年ごろ）[15][16][17]
- レッド戦士（ぼくら 1968年3月号）[18]
- タイム魔神（少年画報 1968年10月号 - 1969年8月号）[6][19]
- 伝記まんが チャップリン（講談社 1970年）[20]
- ＨＥ満児（中学一年コース夏休み臨時増刊号、1974年）[21]
- 3の3の3（少年キング 1974年 - 1975年）
- ハーレム石松（月刊少年チャンピオン 1974年 - 1975年）
- あいらぶトウチャン（小学五年生 1976年4月号 - 7月号）[22][23][24][25]
- マンガ・ぼくの満州（赤旗日曜版 上下 晩成書房 2001年）
- 満州からの引揚げ 遥かなる紅い夕陽（平和祈念展示資料館 2006年）
- あしたの女王（ジョーオー）（公明新聞 2019年 - 2024年）

### ひとコマ漫画作品集
- 森田拳次漫画集（私家版 1975年）[26]
- ひとこま漫画 森田拳次の世界 1・2（C・D・C 1979年）
- 1コマ1/2 ザ・ファミリー・オブ・マンガ（東京三世社 1981年）
- 森田拳次のヒトコマ・ランド（新潮文庫 1983年） - 選者は星新一。森田と星の対談を併録。
- 神さま仏さま笑って救って（青年書館 1987年）

### その他
- マンガの描き方 基礎から売りこみまで（日本文芸社 1979年）[27]

## メディア出演
テレビ
- まんが海賊クイズ